# Hypophylla zeurippa
Hypophylla zeurippa is een vlindersoort uit de familie van de prachtvlinders (Riodinidae), onderfamilie Riodininae.
Hypophylla zeurippa werd in 1836 beschreven door Boisduval.